# Premiata Forneria Marconi
Premiata Forneria Marconi (PFM) es una banda italiana de rock progresivo que alcanzó un alto nivel de popularidad en la década de 1970. Siendo una de las pioneras en el género, alcanzó un gran éxito en los rankings británicos y estadounidenses de la época. A pesar de ser contemporánea de bandas como Banco del Mutuo Soccorso, Area, Perigeo, y Le Orme, la Premiata Forneria Marconi fue la única banda italiana de rock progresivo que obtuvo éxito fuera de su país de origen. Sus influencias musicales vienen de bandas como Genesis, y los comienzos de King Crimson, pero manteniendo un alto nivel de originalidad y distinción junto con un cálido sonido mediterráneo.

## Integrantes

### Integrantes actuales

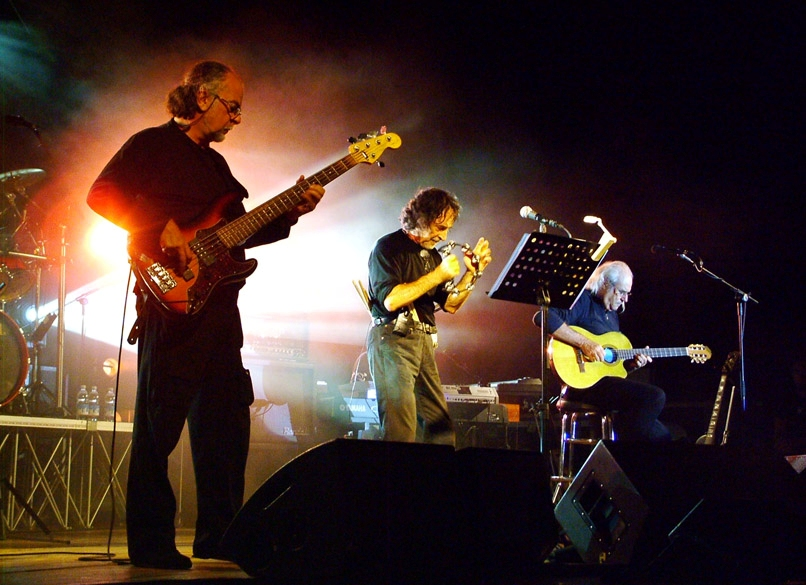
De izquierda a derecha: Patrick Djivas, Franz Di Cioccio, Franco Mussida.

- Franco Mussida: guitarra acústica, guitarra eléctrica, guitarra de 12 cuerdas, mandolina, voces.
- Franz Di Cioccio: batería, percusión, voces.
- Patrick Djivas: bajo, programación.
- Flavio Premoli: piano, teclados, Melotrón, sintetizador Moog, voces (abandonó la banda desde 1980 hasta 1995).

### Antiguos integrantes
- Giorgio Piazza: bajo (1970-1973)

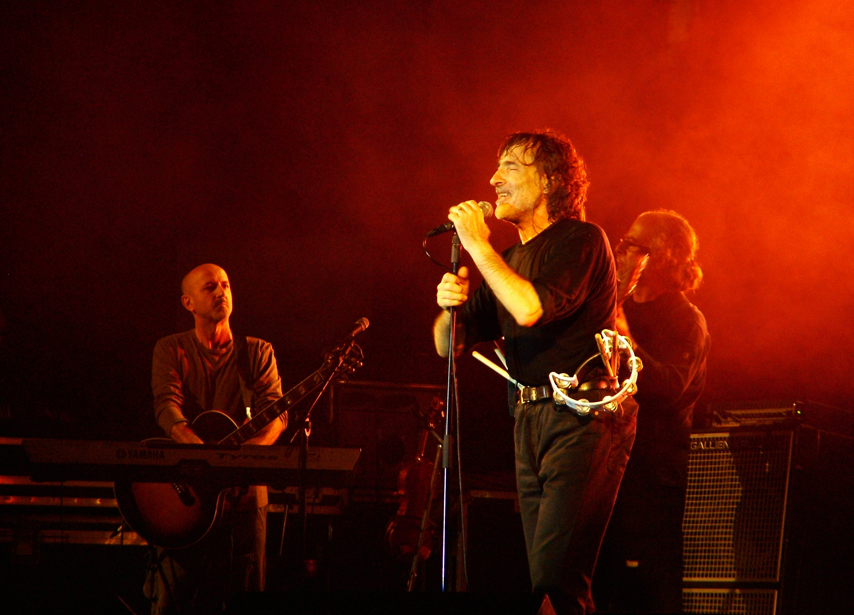
El grupo, con Franz Di Cioccio cantando, en el festival "Notte Per Te".

- Mauro Pagani: flauta, flautín, violín, voces (1970-1975)
- Bernardo Lanzetti: voces, guitarra rítmica (1975-1977)
- Grigory Bloch: violín (1977, tocó solamente en el disco Jet Lag.)
- Lucio Fabbri: violín, teclados (1979-1987)
- Walter Calloni: batería adicional (1982-1987)

## Historia

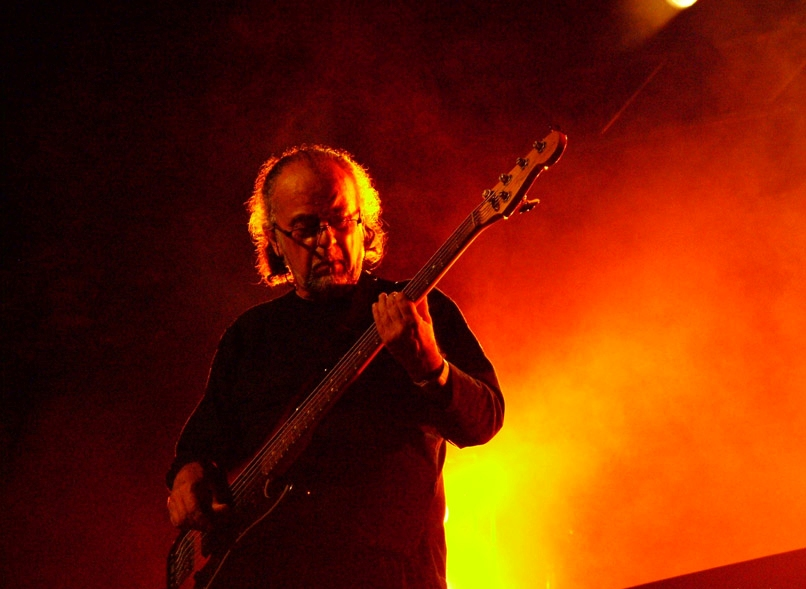
Patrick Djivas.

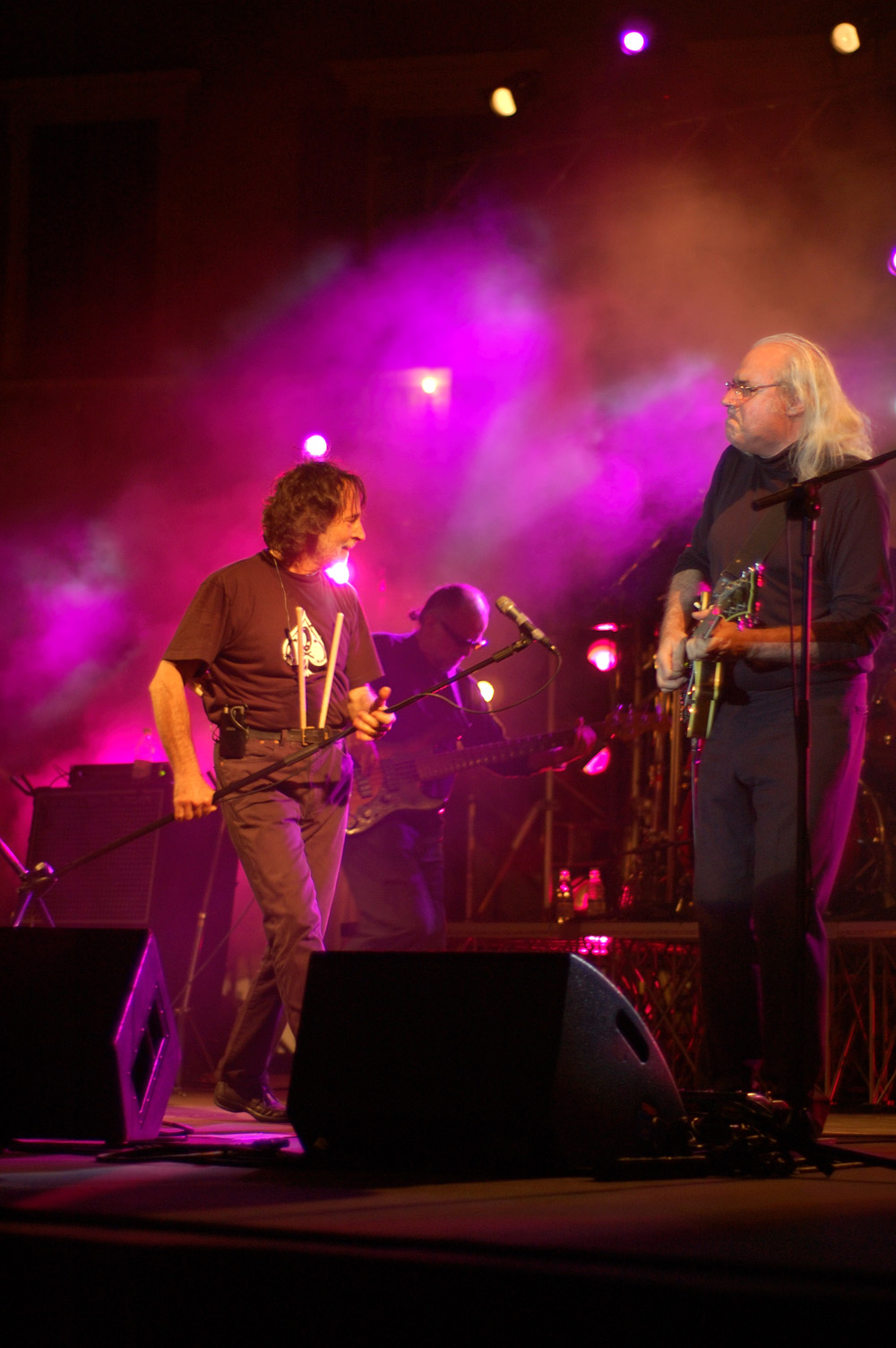
Franz Di Cioccio y Franco Mussida durante una actuación de la PFM en Módena en julio del 2007.

La historia de Premiata Forneria Marconi comienza durante la década del '60 con la formación del grupo I Quelli, integrado por Teo Teocoli, Franz Di Cioccio en la batería, Flavio Premoli en los teclados, Franco Mussida en la guitarra y Giorgio Piazza en el bajo.
La banda, cohesionada pero aún sin una carrera independiente, se había dedicado a sesionar en variedad de discos de músicos italianos entre fines de los años sesenta y principios de los setenta, constituyendo un importante pilar en la evolución del sonido italiano tanto de la música popular como de la vanguardia. Lo más destacado de estas participaciones es el haber hecho parte del proyecto Battisti-Mogol, poniendo el sello particular de su sonido en las grabaciones de Lucio Battisti, (quien influenció notablemente el trabajo lírico musical y letras de la PFM) y especialmente los discos de Mina Mazzini entre 1969 y 1972, esta pertinencia a un equipo de trabajo que intentaba encaminar la música popular italiana hacia un sonido nuevo, desemboca en la madurez de una banda cuyo primer trabajo obtiene un amplio reconocimiento. Los músicos de la PFM ya contaban en 1970 con un gran prestigio y no rompían la unidad original. 
En 1970, Teo Teocoli abandona al grupo, también Di Cioccio lo hace por algunos meses para tocar con el grupo Equipe 84. A finales de 1970 Cioccio, Mussida, Premoli y Piazza junto a Mauro Pagani forman la Premiata Forneria Marconi. El nombre lo tomaron de la panadería en cuyo sótano ensayaban. Una de las paredes ostentaba el título que había obtenido a principios del siglo XX: "premiada panadería Marconi". 
El debut del grupo se lleva a cabo en 1971 en el Teatro Lírico de Milano abriéndole el show a Yes en su primera gira por Italia. Este importante debut atrajo la atención del público y de la crítica.
En ese mismo año, editan su primer álbum llamado "Storia di un minuto" con el sello Número Uno. El grupo sigue creciendo musicalmente y son invitados a abrir los conciertos de Deep Purple y Procol Harum, logrando realizar su primera gira por 16 ciudades de Italia.
En el año 1972 sale editado su disco "Per un amico", pero la fama mundial no llegaría hasta el año 1973 cuando es editado en Inglaterra a cargo del sello Manticore el álbum "Photos of Ghosts", versión en inglés de su disco "Per un amico". En "Photos of Ghosts", Pete Sinfield, el poeta de King Crimson, se encarga de adaptar la letra de las canciones. Franco Mamone, mánager del grupo, le da a Emerson, Lake & Palmer la cinta del disco y es Greg Lake quien se interesa por el grupo y viaja a Roma a escucharlos en vivo. Gracias al éxito de este álbum entran a los charts tanto de los Estados Unidos como del Reino Unido.
En marzo de 1973 comienza su primera gira por el Reino Unido y por Europa. En agosto de ese mismo año, Patrick Djivas, del grupo Area, reemplaza en el bajo a Piazza para grabar su cuarto disco llamado "L'isola di niente", disco que al año siguiente se editaría en Inglaterra nuevamente en el sello Manticore y con el nombre "The World Became The World". Logran así su segunda gira por Europa y el Reino Unido para abrir los conciertos de la banda Ten Years After, y también su primera gira americana: se presentan en Canadá y en los Estados Unidos abriendo los conciertos de bandas como Santana y The Beach Boys, entre otros.
Esta gira le significó a la banda un gran aumento de su popularidad, lo cual le permitió editar su primer disco en vivo, llamado "Live in USA", aunque también conocido como Cook, inmortalizándose de esta manera su gira por los Estados Unidos.
Al año siguiente, en 1975 editaría "Chocolate Kings", disco que sería boicoteado en los Estados Unidos debido al abierto apoyo de la banda a la causa palestina.
Al salir "Jet Lag" en 1977, su sonido se inclina al jazz rock, que tanto sedujo a los músicos de rock progresivo de esos tiempos. Posteriormente, la banda editaría varios trabajos que supondrían una gran controversia, ya que los antiguos fanáticos de la banda, que estaban más orientados hacia el rock progresivo, recriminaban el nuevo sonido, más "comercial" y menos progresivo, que adquirió la banda a partir de su disco Passpartù. Editado en 1978, Passpartú  ofrece un sonido muy fusionista. Las canciones muestran un brillo más pop,pero siempre folclórico con claros fundamentos mediterráneos en los arreglos.El bajo de Djivas se apropia del nuevo sonido Fretless jazz acompañando de una forma muy novedosa las voces acústicas de la guitarra. Este álbum definiría la orientación sonora del siguiente disco hasta el año 2005, en que tendría lugar el lanzamiento de su decimoquinto disco de estudio: "Dracula (Ópera Rock)", disco que sería banda sonora de la ópera rock homónima dirigida por el argentino Alfredo Rodríguez Arias. La obra escénica es uno de los musicales más costosos en la historia del Viejo Continente.

## Discografía

### Álbumes de estudio
- Storia di un minuto (1972)
- Per un amico (1972)
- L'isola di niente (1974)
- Chocolate kings (1975)
- Jet lag (1977)
- Passpartù (1978)
- Suonare suonare (1980)
- Come ti va in riva alla città (1981)
- P.F.M.? P.F.M.! (1984)
- Miss Baker (1987)
- Ulisse (1997)
- Serendipity (2000)
- Dracula (Opera Rock), (2005)
- Stati di immaginazione (2006)
- A.D. 2010 - La Buona Novella (Opera Apocrifa Da La Buona Novella Di Fabrizio De Andrè)[1] (2010)
- Emotional Tattoos (2017)
- I Dreamed of Electric Sheep - Ho sognato pecore elettriche (2021)

### Versiones en inglés
- Photos of Ghosts (1973 - versión de Per un amico)
- The World Became the World (1974 - versión de L'isola di niente)

### Álbumes en vivo
- Live in USA (1974, también conocido como Cook)
- Fabrizio De Andrè / PFM - In Concerto Vol 1 (1979)
- Fabrizio De Andrè / PFM - In Concerto Vol 2 (1979)
- PerForMance (1982)
- Live History 1971-1981 (1996)
- www.pfmpfm.it (1998)
- Live in Japan 2002 (2002, editado en CD y en DVD)
- PFM + Pagani: Piazza del Campo (2004, editado en CD y en DVD)
- Celebration Day, 35 Anniversary Of PFM (2007)
- Canta De Andre (2008)
- PFM con Ian Anderson - Live in Roma (2010)

### Antología
- PFM The Award - Winning Marconi Bakery (1976, Estados Unidos)
- Prime impressioni (1976)
- Celebration (1976)
- Antologia (1977)
- Super Star Collection (1982)
- L'álbum di... PFM (1988)
- Il rock (1990)
- I grandi del rock (1993)
- PFM Story (1995)
- A Celebration (1997, UK)
- Gli anni '70 (1998)
- Pieces from Manticore (2000, Japón)
- Golden Collection (2001)
- 35... E Un Minuto (2007)
- River Of Life, The Manticore Years Anthology 1973-1977 (2010)

## Nota
1. ↑  Véase "Fabrizio De André.